# Воля и разум
Воля и разум е песен на руската хевиметъл група Ария от втория им студиен албум С кем ты?. Това е една от най-известните песни в руската рок музика.

## История на създаването
Песента е композирана от Андрей Болшаков и веднага влиза в репертоара на Ария с привличането на Болшаков като китарист. Воля и разум се отличава от композициите в първия албум Мания величия с по-тежък и енергичен риф. Текстът е дело на Александър Елин като има антивоенна тематика. Под „убиецът дракон с 1000 глави“ се подразбира ядреното оръжие. Песента бързо се превръща в един от най-големите хитове на групата, а в края на концертите публиката скандира припева.
След като в началото на 1987 част от членовете на Ария, включително и Болшаков, основават Мастер, песента става част от дебютния им албум. Бившият вокалист на Ария Валерий Кипелов също изпълнява песента на концертите си. Немската група Solemnyty изпълнява англоезичен кавър на „Воля и разум“. Песента също така се изпълнява и от Гран Кураж, Everlost и Бони НЕМ.
През 2006, по случай 20 годишнината от създаването на песента, е записана юбилейна версия с участието на Вячеслав Бутусов, братята Глеб и Вадим Самойлови, Константин Кинчев и Юрий Шевчук.